# Райнгольд Ранфтль
Райнгольд Ранфтль (нім. Reinhold Ranftl, нар. 24 січня 1992, Капфенштайн) — австрійський футболіст, захисник клубу «Аустрія» (Відень) і національної збірної Австрії.

## Клубна кар'єра
У дорослому футболі дебютував 2010 року виступами за команду дублерів клубу «Штурм» (Грац). За три роки уперше вийшов на поле у складі основної команди клубу в австрійській Бундеслізі.
Провівши лише шість матчів за основу «Штурма», 2014 року був орендований до друголігового «Гартберга», а згодом того ж року повернувся до елітного австрійського дивізіону, уклавши контракт з клубом «Вінер-Нойштадт».
Влітку 2015 року став гравцем клубу ЛАСК (Лінц).
З 2022 споатку на правах оренди, а згодом уклавши повноцінний контракт захищає кольори команди «Аустрія» (Відень).

## Виступи за збірні
2008 року провів одну гру у складі юнацької збірної Австрії (U-17).
2019 року дебютував в офіційних матчах у складі національної збірної Австрії.